# Mânjești (sit SPA)
Mânjești este o arie protejată (arie de protecție specială avifaunistică — SPA) din România întinsă pe o suprafață de 1.009,3 ha, integral pe uscat.

## Localizare
Situl se întinde în partea nord-estică a județului Vaslui, pe teritoriile administrative ale comunelor: Albești, Muntenii de Jos, Oltenești și Tanacu. Centrul sitului Mânjești este situat la coordonatele 46°35′07″N 27°51′11″E / 46.585394°N 27.852989°E.

## Înființare
Situl Mânjești a fost declarat arie de protecție specială avifaunistică (ROSPA0162) în septembrie 2016 pentru a proteja mai multe specii de păsări.

## Biodiversitate
Situată în ecoregiunea continentală a Podișului Central Moldovenesc (pe valea Crasnei), aria protejată nu include niciun habitat protejat.
La baza desemnării sitului se află 21 specii de păsări protejate la nivel european sau aflate pe lista roșie a IUCN; astfel: pescăruș albastru (Alcedo atthis),, stârc roșu (Ardea purpurea), stârc galben (Ardeola ralloides), rață roșie (Aythya nyroca), șorecar mare (Buteo rufinus), chirighiță cu obraz alb (Chlidonias hybridus), barză albă (Ciconia ciconia), erete de stuf (Circus aeruginosus), cristel de câmp (Crex crex), lebădă de iarnă (Cygnus cygnus), egretă albă (Egretta alba), egretă mică (Egretta garzetta), cufundar polar (Gavia arctica), piciorong (Himantopus himantopus), sfrâncioc roșiatic (Lanius collurio), sfrânciocul cu frunte neagră (Lanius minor), gușă albastră (Luscinia svecica), stârc de noapte (Nycticorax nycticorax), cormoran mic (Phalacrocorax pygmeus), lopătar (Platalea leucorodia) și chiră de baltă (Sterna hirundo).